# خوسيه توريالبا
خوسيه أنتونيو توريالبا أسيفيدو (بالإسبانية: José Torrealba) (مواليد 13 يونيو 1980 في أكاريجوا) لاعب كرة قدم فنزويلي دولي يجيد اللعب في خط الهجوم . يلعب حاليا لصالح نادي كايزر تشيفز الجنوب الأفريقي من سنة 2008 .

## روابط خارجية
- خوسيه توريالبا على موقع قاعدة بيانات كرة القدم.إي يو (الإنجليزية)
- خوسيه توريالبا على موقع ناشيونال فوتبول تيمز (الإنجليزية)
- خوسيه توريالبا على موقع Soccerway.com (الإنجليزية)
- خوسيه توريالبا على موقع عالم كرة القدم.نت (الإنجليزية)